# Parmanna
Parmanna era una ciutat hitita de situació desconeguda, que va encapçalar una coalició de ciutats contra el rei Hattusilis I.
El rei hitita va atacar la ciutat, i diu que quan el van veure rodejant-la, li van obrir les portes sense oferir resistència.